# Robert Victor
Pour les articles homonymes, voir Robert et Victor.
Robert Paul Victor, plus connu en littérature sous le pseudonyme de Jacques Baïf, né le 15 février 1904 à La Roche-sur-Yon, mort le 31 janvier 1977 dans le 15e arrondissement de Paris, est un officier de marine, un écrivain, un résistant et un diplomate français.

## Biographie
Né le 15 février 1904 à La Roche-sur-Yon, Robert Victor est le fils d'Émilien Léon Edmond Robert, accordeur de pianos de profession, et de Marie Baillif. Élève à bord du navire école Jacques Cartier de 1924 à 1930 (5e promotion), après son baccalauréat, il obtient son brevet de capitaine au long cours, ainsi que le grade d'enseigne de vaisseau de 1e classe de réserve en juin 1930, et devient officier dans la marine marchande. En parallèle, il entame à partir de 1933 une carrière littéraire sous le nom de plume de « Jacques Baïf »,. Le 23 avril 1939, Albert Camus publie une recension des Navires truqués dans Alger Républicain.
Pilote au canal de Suez à partir de 1936, il est mobilisé en septembre 1939 mais maintenu en affectation spéciale au canal jusqu'en mai 1940, avant d'être placé en mission aux ordres des autorités navales de Beyrouth et des autorités navales britanniques du canal, du 31 mai au 11 juillet. Le 12 juillet, il s'engage dans les Forces navales françaises libres, au Caire et rejoint l'équipage du paquebot Félix Roussel, réarmé en août et transformé en transport de troupes et de munitions, à bord duquel il navigue sur la mer Rouge et l'océan Indien du 12 août 1940 au 1er mars 1941,.
En mars 1941, après deux torpillages, le Félix Roussel est en réparations. En attendant l'achèvement des travaux, Robert Victor prononce devant les Français libres de Bombay, le 31, une conférence sur François Mauriac, son oncle par alliance. Devant son succès, il est nommé directeur de la Section française de l'Information Office aux Indes britanniques et du bureau d'information de la France libre puis combattante, à New Delhi, du 3 avril 1941 au 1er mars 1944 et crée la revue France-Orient. Publiée par la Section française de l'Information Office, cette revue, considérée comme de grande qualité, est diffusée à travers l'Inde, l'Afghanistan, l'Iran et l'ensemble du Moyen-Orient ; son tirage passe alors de 2 000 à 8 000 exemplaires et son volume de 64 à 144 pages,,,,.
Promu lieutenant de vaisseau le 2 mars 1943, il est chargé de mission par le Commissariat à l'Information au cabinet du général de Gaulle à Alger de mai à août 1944, puis à Paris de septembre 1944 à décembre 1945. Le 25 octobre 1945, il intègre le ministère des Affaires étrangères, en qualité de consul de 2e classe (cadre complémentaire),. Démobilisé le 1er décembre 1945, il est nommé consul suppléant à Montréal, « avec la mission spéciale de s'occuper des affaires culturelles ». Par la suite, il occupe les fonctions de secrétaire d'ambassade à Rio de Janeiro de 1947 à 1948, de consul de France à Melilla de 1949 à 1952, puis à Port-d'Espagne de 1952 à 1958, avant d'être affecté à l'administration centrale (Information et presse) de 1958 à 1960, puis de consul général à Liverpool de 1960 à 1964, de deuxième conseiller à Canberra de 1964 à 1967, enfin, de consul général à Abidjan de février 1968 à 1970,,.
En parallèle, il poursuit une carrière d'officier de réserve dans la Marine et finit capitaine de corvette de réserve.
En 1946, il adhère à l'Association des Français libres, où il rejoint le comité directeur national, et y préside la commission de la Revue de la France Libre,.

## Famille
Le 6 juin 1931, il épouse à Saint-Symphorien Jacqueline Marie Antoinette Mauriac (née la 4 décembre 1909 à Bordeaux), fille de Raymond Mauriac (1880-1960) et de Marguerite Marie Béatrice Antoinette Bertrand (1884-1972), et nièce de François Mauriac. Le couple a eu trois enfants : Annie (née à Bordeaux le 7 octobre 1938), François (né à Calcutta le 3 novembre 1941) et Michèle,.

## Distinctions
- Officier de la Légion d'honneur (13 novembre 1959)[12]
- Médaille de la Résistance française avec rosette (24 avril 1946)[13]
- Chevalier de l'ordre du Mérite maritime (1945)[3]

## Œuvres

### Romans
- Naufrage, roman, par Jacques Baïf, Paris, Éditions du siècle, 1933, 451 pages.
- Les Navires truqués, roman, premier volume de l'ensemble Les Apprentis faussaires, par Jacques Baïf, Paris, Denoël, 1939, 384 pages.
- L'Oiseleur des ombres, roman, second volume de l'ensemble Les Apprentis faussaires, par Jacques Baïf, Paris, Denoël, 1945, 367 pages.

### Brochures et revues
- France-Orient, mai 1941 - mars-avril 1944, New Delhi, 36 fascicules reliés en 6 volumes in-4°.
- Le Réveil, nouvelle, par Jacques Baïf, France-Orient, 1941, 24 pages.
- Une alliance indivisible. « An Unbreakable alliance », par Jacques Baïf (s. l. n. d.), 38 pages (article paru dans France-Orient, décembre 1941, n° 8).